# Glipostenoda imadatei
Glipostenoda imadatei es una especie de coleóptero de la familia Mordellidae.

## Distribución geográfica
Habita en Brunéi.